# Brachynomada annectens
Brachynomada annectens är en biart som först beskrevs av Roy R. Snelling och Rozen 1987.  Brachynomada annectens ingår i släktet Brachynomada och familjen långtungebin. Inga underarter finns listade.